# Reigneville-Bocage
Reigneville-Bocage is een gemeente in het Franse departement Manche (regio Normandië) en telt 28 inwoners (2009). De plaats maakt deel uit van het arrondissement Cherbourg-Octeville.

## Geografie
De oppervlakte van Reigneville-Bocage bedraagt 2,3 km², de bevolkingsdichtheid is dus 12,2 inwoners per km².
De onderstaande kaart toont de ligging van Reigneville-Bocage met de belangrijkste infrastructuur en aangrenzende gemeenten.

## Demografie
Onderstaande figuur toont het verloop van het inwonertal (bron: INSEE-tellingen).

1. ↑  Populations de référence 2022.